# Preventiemedewerker
Preventiemedewerker is de benaming in Nederland voor een door een werkgever aangestelde werknemer die de bedrijfsleiding bijstaat op het gebied van preventie en bescherming. De term komt in de Arbeidsomstandighedenwet niet voor, daar wordt gesproken over deskundige werknemers. Het Belgische equivalent is de preventieadviseur.

## Functie
Een preventiemedewerker ondersteunt de werkgever bij de zorg voor de dagelijkse veiligheid en gezondheid en heeft kennis van de arbeidsrisico’s van de organisatie en de te nemen preventieve maatregelen, zoals maatregelen ter verbetering van de ergonomie, zodat goede arbeidsomstandigheden gewaarborgd zijn. Het is voor een persoon mogelijk een vakbekwaamheidscertificaat te halen om aan te kunnen tonen dat de benodigde kennis en vaardigheden worden beheerst, maar het volgen van een cursus wordt door de Arbeidsomstandighedenwet niet verplicht. 
De preventiemedewerker moet een deskundige werknemer zijn en is dus iemand binnen de organisatie. Tenzij dit niet (met zwaarwegende motivering) mogelijk is, mag de bijstand worden verleend door deskundige werknemers samen met externe deskundige personen. Pas indien dit ook niet mogelijk is, mag een externe deskundige worden ingeschakeld.

## Taken
Een preventiemedewerker moet de werkgever bijstaan bij het voldoen aan de Arbeidsomstandighedenwet en heeft minimaal de onderstaande wettelijke taken:
- meewerken aan het uitvoeren en opstellen van de risico-inventarisatie en evaluatie (RI&E);
- adviseren aan en nauw samenwerken met de OR, de PVT of de belanghebbende werknemers, inzake de maatregelen voor een zo goed mogelijk arbeidsomstandighedenbeleid;
- uitvoeren of meewerken aan de maatregelen die voortkomen uit het plan van aanpak (zie Lijst van arbo-afkortingen).

Een mogelijke praktische taak van een preventiemedewerker is:
- het geven van voorlichting over het onderhoud van apparaten;
- het geven van instructie over het werken met gevaarlijke stoffen;
- het stimuleren en het controleren van het gebruik van persoonlijke beschermingsmiddelen.

## Aanstelling
De aanstelling van een preventiemedewerker heeft tot doel om op een efficiënte, laagdrempelige manier veilig en gezond werken in organisaties te bevorderen en arbeidsgerelateerd verzuim en arbeidsongevallen te voorkomen. Met een preventiemedewerker wordt invulling gegeven aan de implementatie van de Europese richtlijn 89/391/EEG van de Raad van 12 juni 1989 betreffende de tenuitvoerlegging van maatregelen ter bevordering van de verbetering van de veiligheid en de gezondheid van de werknemers op het werk en het arrest van het Europese Hof, waarin wordt gesteld dat eigen deskundigheid voorrang verdient boven extern ingehuurde ondersteuning.
Volgens de Arbeidsomstandighedenwet kan een werkgever met niet meer dan 25 werknemers de taken in het kader van de bijstand ook zelf verrichten, indien hij over voldoende deskundigheid, ervaring en uitrusting beschikt om deze taken naar behoren te vervullen. 
Bij méér dan 25 werknemers dienen één of meer werknemers aangesteld te worden als preventiemedewerker. 
Per 1 juli 2005 dienen de bedrijven in Nederland een preventiemedewerker te hebben aangesteld.